# Прапор Суринаму
Державний прапор Суринаму складається з п'яти смуг зеленого, білого, червоного кольорів. В центрі прапору розміщено жовту п'ятипроменеву зірку. Прапор прийнятий 25 листопада 1975 року, в день незалежності Суринаму. Пропорції прапора — 2:3.
Зелений колір — символ родючості суринамської землі, білий — справедливості та свободи, червоний — прогресу. Золота зірка — символ щасливого майбутнього, якого можна досягти через єдність.

## Історичні прапори
Прапор, прийнятий в 1959 році, складався з п'яти кольорових зірок, з'єднаних між собою еліпсом. Кольорові зірки символізували основні етнічні групи Суринаму: американські індіанці, європейці, африканці, яванці і китайці. Еліпс символізував гармонійні стосунки серед груп.

Прапор Великої Британії, яка заснувала колонію в Суринамі (1610 — 31.07.1667)
Прапор Нідерландів, яким відійшов Суринам в обмін на Новий Амстердам (тепер — Нью-Йорк) (31.07.1667 — 1799)
Прапор Великої Британії, яка володіла Суринамом (1799 — 1802) (1804 — 1815)
Прапор Нідерландів, яким належав Суринам (1815 — 14.03.1959)
Прапор  Нідерландської Гвіани 14 березня 1959 - 25 листопада 1975
Прапор губернатора Нідерландської Гвіани
Прапор прем'єр-міністра Суринаму 1975 - 1988